# Graellsia stylosa
Graellsia stylosa är en korsblommig växtart som först beskrevs av Pierre Edmond Boissier och Rudolph Friedrich Hohenacker, och fick sitt nu gällande namn av Poulter. Graellsia stylosa ingår i släktet Graellsia och familjen korsblommiga växter. Inga underarter finns listade i Catalogue of Life.